# 帕拉迪纳
帕拉迪纳（義大利語：Paladina），是意大利贝加莫省的一个市镇。总面积2平方公里，人口3955人，人口密度1977.5人/平方公里（2009年）。国家统计（ISTAT）代码为016155。